# Hayya, Sudan
Hayya hay Haiya là một ngôi làng ở bang Biển Đỏ của Sudan. Hayya nằm ở điểm giao nhau giữa các tuyến đường sắt và đường bộ từ Atbara đến Kassala. Chúng tiếp tục dẫn đến Suakin và Port Sudan, hai thành phố lớn nhất bang. Hayya cũng có một nhà ga giao nhau trên tuyến chính của mạng lưới đường sắt Sudan.